# Enrico Kern
Enrico Kern (* 12. März 1979 in Schlema) ist ein ehemaliger deutscher Fußballspieler. Seine Profilaufbahn verbrachte er zu großen Teilen in der Regional- und 2. Bundesliga. Für den DFB spielte er in verschiedenen U-Auswahlmannschaften.

## Sportliche Laufbahn

### Vereinskarriere
Enrico Kern begann organisiert mit dem Fußballsport bei der BSG Wismut Schneeberg, die nach der Wende in der DDR als FC Concordia auflief. Seine Ausbildung setzte sich im Nachwuchsbereich des FC Erzgebirge Aue fort, bei dem er im Januar 1998 in das Regionalligaaufgebot aufrückte. In der 2. Halbserie 1997/98 absolvierte er vier Spiele in der damals drittklassigen Regionalliga Nordost und trug damit einen kleinen Anteil zum 7. Tabellenplatz der Auer bei. Seine Leistungen bei der U-18-EM im Sommer 1998 machte ihn für zahlungskräftigere Vereine interessant. Für eine Ablösesumme von 850.000 DM wechselte er Anfang August 1998, ausgestattet mit einem Dreijahresvertrag, zum Zweitligisten Tennis Borussia Berlin.
Beim Tennis Borussia spielte Kern bis 2000. In jenem Jahr erhielt der Verein keine Lizenz mehr für den Profifußball und stieg zwangsweise in die Regionalliga Nord ab. Enrico Kern wechselte zum SV Werder Bremen, in dessen zweiter Mannschaft er eingesetzt wurde. In der Saison 2001/02 stand er in Bremens Erstligakader, ohne jedoch eingesetzt zu werden. Im Jahr 2002 wechselte Kern zum Zweitligisten SV Waldhof Mannheim, der 2003 in die Regionalliga abstieg. Nach dem Abstieg verließ Kern den Klub.
Nach anderthalb Jahren beim österreichischen LASK Linz kehrte Kern im Februar 2005 nach Deutschland zurück und schloss sich dem SSV Jahn Regensburg an. Für den damaligen Regionalligisten bestritt er in der Rückrunde der Spielzeit 2004/05 14 Spiele. In der darauffolgenden Hinrunde der Saison 2005/06 erregte er mit 14 Toren in 16 Spielen großes Aufsehen, woraufhin ihn im Januar 2006 der Zweitligist Hansa Rostock verpflichtete. Dennoch wurde Kern ein halbes Jahr nach seinem Wechsel von den Fans des SSV Jahn Regensburg zum „Spieler des Jahres“ gewählt.
Im Mai 2007 stieg Kern mit Hansa in die Bundesliga auf. Wegen der langanhaltenden Verletzungssorgen des eigentlichen Kapitäns Stefan Beinlich fungierte Kern in der Saison 2007/08 meistens als Spielführer der Rostocker. Er erzielte seine ersten sieben Bundesligatore, musste jedoch zum Ende der Spielzeit mit dem F.C. Hansa wieder den Gang in die Zweitklassigkeit antreten, in der er mit elf Toren in 28 Einsätzen maßgeblich zum Klassenerhalt der Hanseaten in der Spielzeit 2008/09 beitrug. Kern verlängerte im Juni 2009 seinen Kontrakt in Rostock um drei weitere Jahre. 2009/10 blieb er mit nur einem erzielten Tor in 22 Einsätzen hinter den in ihn gesteckten Erwartungen zurück und stieg mit Hansa nach zwei Relegationsspielen gegen den FC Ingolstadt 04 sogar in die 3. Liga ab.
Zur Zweitligasaison 2010/11 schloss sich Kern dem Aufsteiger FC Erzgebirge Aue an, bei dem er einen Vertrag bis 2013 erhielt. Aber bereits 2011/12 bestritt er seine letzten 21 Punktspiele im deutschen Profifußball.

### Nationalmannschaften
Mit seinen Leistungen in Aue löste Enrico Kern das Ticket für den Kader des DFB bei der U-18-EM 1998. Bei dem im Juli 1998 in Zypern ausgetragenen Turnier erreichte die deutsche Juniorenauswahl das Finale, das aber gegen Irland im Elfmeterschießen verloren wurde. Mit vier Treffern wurde Kern EM-Torschützenkönig und das Team von Rainer Bonhof qualifizierte sich für das globale Championat im folgenden Frühjahr.
Mit der deutschen U-20-Nationalelf trat Kern, nun bei Tennis Borussia unter Vertrag, also 1999 bei dieser Junioren-WM an. Beim 4:0-Auftaktsieg traf Kern dreimal, fehlte aber im 2. Gruppenspiel verletzt. Nach der 1:2-Niederlage gegen Costa Rica in der 3. Vorrundenpartie schied das Team vor den K.-o.-Spielen in Nigeria aus.
In seiner Zeit beim Zweitligisten Tennis Borussia war Kern ein treffsicherer Akteur in der DFB-U-21. In elf Einsätzen gelangen ihm in den Jahren 1999 und 2000 sechs Tore.

### Erfolge
- Aufstieg in die Bundesliga: 2007 mit Hansa Rostock

## Trainerlaufbahn
Nach dem Ablauf seines Vertrages in Aue beendete er seine Karriere und wurde der Co-Trainer von A-Jugend-Trainer Torsten Wappler bei den Erzgebirglern. Nach dem Wechsel von Wappler zum Chemnitzer FC wurde Kern zur Saison 2015/16 zum A-Jugend-Trainer befördert. 
Später übernahm er die Herrenmannschaft des SV Lindenau 1848 und war von 2021 bis 2023 Trainer des FC 1910 Lößnitz in der Sachsenliga. Seit 2023 ist er wieder als Co-Trainer der A-Junioren beim FC Erzgebirge Aue tätig.

## Privates
Enrico Kern ist verheiratet und Vater von zwei Töchtern.